# 大卫·阿森
大卫·H·阿森（英語：David.H.Asson）是一名英国足球裁判。他在1923年执法了首届在旧温布利球场举行的英格兰足总杯决赛。

## 赛况
该场比赛吸引20万球迷到场观战，许多人涌入内场。赛前，阿森告诉两队队长：“我们只有三个人。”（意指助理裁判挤在场内球迷中，需要两位队长的协助） (Association Football (Caxton, 1960), v.2, p. 238).
比赛的进行因此大受影响。而博尔顿的第二球也颇具争议。